# Norwichterrier
Norwichterrier är en hundras från Storbritannien. Den är en lågbent terrier som är namngiven efter staden Norwich  i grevskapet Norfolk.
Runt sekelskiftet 1800/1900 fanns små röda och black and tan-tecknade terrier som användes som gårds- och stallhundar för att hålla efter råttor i East Anglia. Ryttaren Frank Jones började renavla dessa och lyckades göra dem populära som sällskapshundar hos hästfolk samt studenter i Cambridge. 1932 erkändes hundarna av den brittiska kennelklubben the Kennel Club under namnet norwichterrier. Dessa kunde ha antingen upprätstående eller hängande öron. 1964 urskiljdes de med hängande öron som en egen ras, den nuvarande norfolkterriern, medan de som hade upprätstående öron fick namnet norwichterrier.
Deras arv som gårdshund märks dock hos många norwichterrier ännu idag, bland annat genom välutvecklad vaktinstinkt.